# 1939 en hockey sur glace
Cette page présente les éléments de hockey sur glace de l'année 1939, que ce soit d'un point de vue rencontres internationales ou championnats nationaux. Les grandes dates des différentes compétitions sont données ainsi que les décès de personnalités du hockey mondial.

## Amérique du Nord

### Ligue nationale de hockey
- 16 avril : les Bruins de Boston remportent le match 5 de la finale de la Coupe Stanley, 3 à 1, face aux Maple Leafs de Toronto et ainsi leur 2e Coupe de leur histoire.

## Europe

### Allemagne
Le EK Engelmann Wien remporte son 1er titre de champion d'Allemagne.

### Finlande
- le KIF Helsinki remporte la SM-sarja[1].

### France
- 23e saison de 1re série. Le HC Chamonix-Mont-Blanc est champion de France pour la huitième fois.

### Hongrie
- Le Budapesti Korcsolyázó Egylet est champion de Hongrie[2].

### Pologne
- Le Dab Katowice est champion de Pologne[3].

### Suède
- Aucun champion cette année, les phases finales pour l'attribution du titre étant annulées[4].

### Suisse
- En Ligue nationale A, le HC Davos remporte le titre national[5].

### Tchécoslovaquie
- Dans un championnat qui se limite à la Bohème centrale, le titre est remporté par le LTC Prague[6].

## International

### Championnats du monde
- 3 février  : début du 13e championnat du monde à Bâle et Zurich en Suisse, dernier avant la Première Guerre mondiale.
- 12 février : les représentants du Canada, les Trail Smoke Eaters, remportent le championnat du monde.
- 5 mars : la Suisse et la Tchécoslovaquie s'affrontent une 2e fois, un mois après la fin du championnat du monde, n'ayant pu se départager lors de leur affrontement initial (0-0 après 3 périodes et 3 prolongations). Lors de ce 2e match, disputé à Bâle, les Suisses l'emportent 2 à 0 et obtiennent leur 3e titre européen[7].

## Autres Évènements

### Fondations de club
- Le Brynäs IF fonde sa section hockey sur glace.

### Fins de carrière
- Larry Aurie

### Naissances
- 28 juillet : Barry Ashbee

### Décès
- 1er août : George Carroll